# Plácido García Argudo
Plácido García Argudo (¿? - Burgos, 14 de julio de 1832) fue un organista, compositor y maestro de capilla español.

## Vida
Se desconoce la fecha de nacimiento y el origen de este maestro. Se sabe que fue alumno del maestro Francisco García Fajer en la Catedral de Zaragoza, lo que podría indicar un origen aragonés. Las primeras noticias suyas que se tienen son de septiembre de 1794 cuando fue nombrado organista segundo de La Seo. Unos días después pidió al cabildo catedralicio una congrua para poder ordenarse, pero le fue denegada. Las siguientes noticias son de 1797, cuando solicitó licencia para salir un tiempo.
El 6 de julio de 1798 fallecía José Jordán López de la Calle, organista primero de la Catedral de Burgos. García Fajer envió una carta recomendando a Plácido García al cabildo burgalés a finales de ese mismo mes, indicando «que le acompañan, además de su conducta, la habilidad y desempeño». El cabildo burgalés decidió realizar unas oposiciones a las que se presentaron cinco candidatos, que, aparte de García Argudo, fueron: Felipe Martínez, organista de Santo Domingo de la Calzada; Felipe Gallaga, maestro de capilla de la Colegiata de Rubielos; Francisco Pérez, organista del Hospital del Rey; y Babil Lasa, organista de la Catedral de Pamplona. De estos fue elegido García por 31 votos frente al único voto obtenido por Felipe Gallaga.

[...] en 23 de Octubre de 1798 tomó posesión de la Ración organista de esta Metropolitana don Plácido García Angulo, diácono, la cual vacó por muerte de son José López Jordán. Fueron ejecutores los señores Abad de Gamonal, Andurriaga y Celis y comenzó la primera residencia en 30 de noviembre.
Actas capitulares de la Catedral de Burgos

En septiembre de 1799 se ordenó sacerdote. Diez años después, en 1809, fallecía García Fajer, dejando el magisterio de Zaragoza vacante. El cargo se ofreció a José Ángel Martinchique, maestro de capilla de la Catedral de Tarazona, que lo rechazó pues «no le convenía aceptarlo». Seguidamente se le «ofreció al de Burgos», refiriéndose al organista, que tampoco aceptó: Plácido García negoció con el cabildo burgalés que si se le aumentaba el salario sobre su prebenda, que permanecería en Burgos. El cabildo aceptó y le concedió 200 ducados «para recompensar el mérito, destreza en su facultad y servicio del dicho don Plácido». A finales de 1824 o principios de 1825 el cabildo de Santiago de Compostela le ofreció el magisterio, que Plácido García rechazó, con la esperanza de conseguir el magisterio burgalés.
El 4 de octubre de 1824 fallecía Gregorio Yudego, maestro de capilla de la Catedral de Burgos, en Vitoria, durante una de sus numerosas curas de aguas con las que quería mejorar su delicada salud. El cargo quedó vacante y Plácido García se ofreció a quedar en Burgos y no partir a Santiago de Compostela si se le ofrecía el cargo. Hay que tener en cuenta que el magisterio de Burgos estaba unido a una canonjía. Las fechas resultan un tanto confusas, pero el cabildo burgalés no aceptó directamente el ofrecimiento de García, convocando unas oposiciones, que no está claro si se celebraron. El caso es que el 31 de enero de 1825 las actas indican que el nombramiento de García como maestro de capilla debía realizarse el 3 de febrero, aunque hay autores que dan la fecha como el 5 de febrero o de marzo.
Durante el magisterio de Plácido García se sustituyó el órgano barroco por uno romántico, bajo la dirección de los organeros franceses Simón Labruyère y Mateo Labreron. El informe de García afirma que «los registros inútiles o disonantes» serían sustituidos por «otros más gratos y desconocidos en los órganos antiguos, y aun modernos, de España» como «la voz humana y la flauta travesera».
En junio de 1829 solicitó la jubilación, por llevar en sirviendo en la Catedral 30 años y medio, pero le fue denegada. Volvió a solicitarla el 3 de octubre de 1831, añadiendo que tenía «varios achaques procedentes del accidente que ha padecido». La jubilación le fue concedida el 14 de octubre de ese año. Continuó ligado a la capilla de música esporádicamente, cuando era necesario, hasta su fallecimiento repentino el 14 de julio de 1832.

## Obra
No se conserva más que un libro manuscrito de sus composiciones para órgano en el Archivo de Música de las Catedrales de Zaragoza con el título Seis minuetos y seis contradanzas. El estilo recuerda de lejos a las sonatas del clasicismo vienés. Existen numerosas obras suyas en la Catedral de Burgos: 4 misas de réquiem, 1 credo de pastorela, 45 salmos, 11 magníficats, 12 lamentaciones de Semana Santa, 72 motetes, varios himnos y 20 composiciones en español. La producción se puede dividir en tres etapas: una primera contrapuntística, «buscando imitaciones y giros de gusto»; una segunda centrada más bien en las armonías, cultivando el ocho; y una tercera en la que atiende todas las modalidades del italianismo.
Plácido García pertenece al grupo de maestros de capilla clasicistas —como Eslava, Prado, Barrera, Pablo Hernández y Calahorra— que los jóvenes críticos españoles —Pedrell, Otaño— del siglo XX consideraban que había que desterrar de las iglesias:

En la catedral presenciamos un espectáculo bien poco edificante: orquesta y ruido, a pesar de todas las prescripciones, con obras de Plácido García, Barrera, Eslava, Hernández (el Miserere!!!). ¡Buen ejemplo! ¡Qué desacuerdo entre las filigranas de esta maravillosa catedral y los destemplados sonidos de una música indigna del templo y de las solemnidades de este tiempo!
Cecilio (seud. de Nemesio Otaño), Música Sacro Hispana (1910)